# ألان ناكانيشي
ألان ناكانيشي (بالإنجليزية: Alan Nakanishi) هو طبيب عيون وسياسي أمريكي، ولد في 21 مارس 1940. حزبياً، نشط في الحزب الجمهوري. وقد انتخب عضو جمعية ولاية كاليفورنيا.

## وصلات خارجية
- الموقع الرسمي